# Isako Rokuroh
Isako Rokuroh (井硲六郎) est le pseudonyme d'un mangaka japonais spécialisé dans le hentai.

## Œuvres
- Abnormal Family
- Couple
- Ero Tifa 7 - (doujinshi Final Fantasy VII)
- I Can’t Wait! The Girl Who Came is a Buruma Girl!
- Kawa
- Kemono For Essential
- Shinsekai Taisei - Seikishi Kyousei Jutai - (doujinshi Viper RSR)